# Junkers Jumo 205

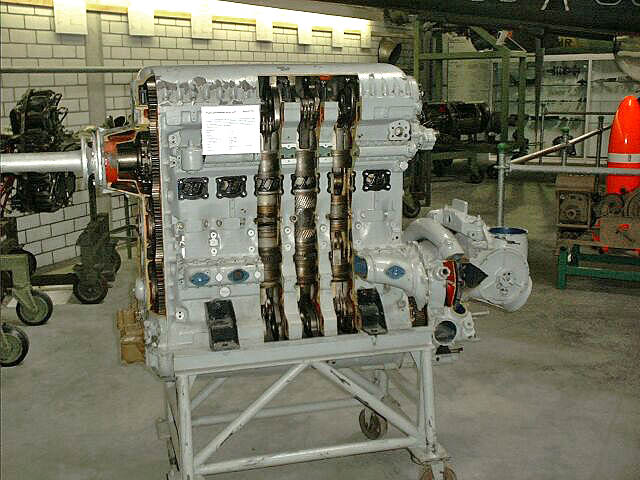
Diesel-Gegenkolbenmotor Junkers Jumo 205

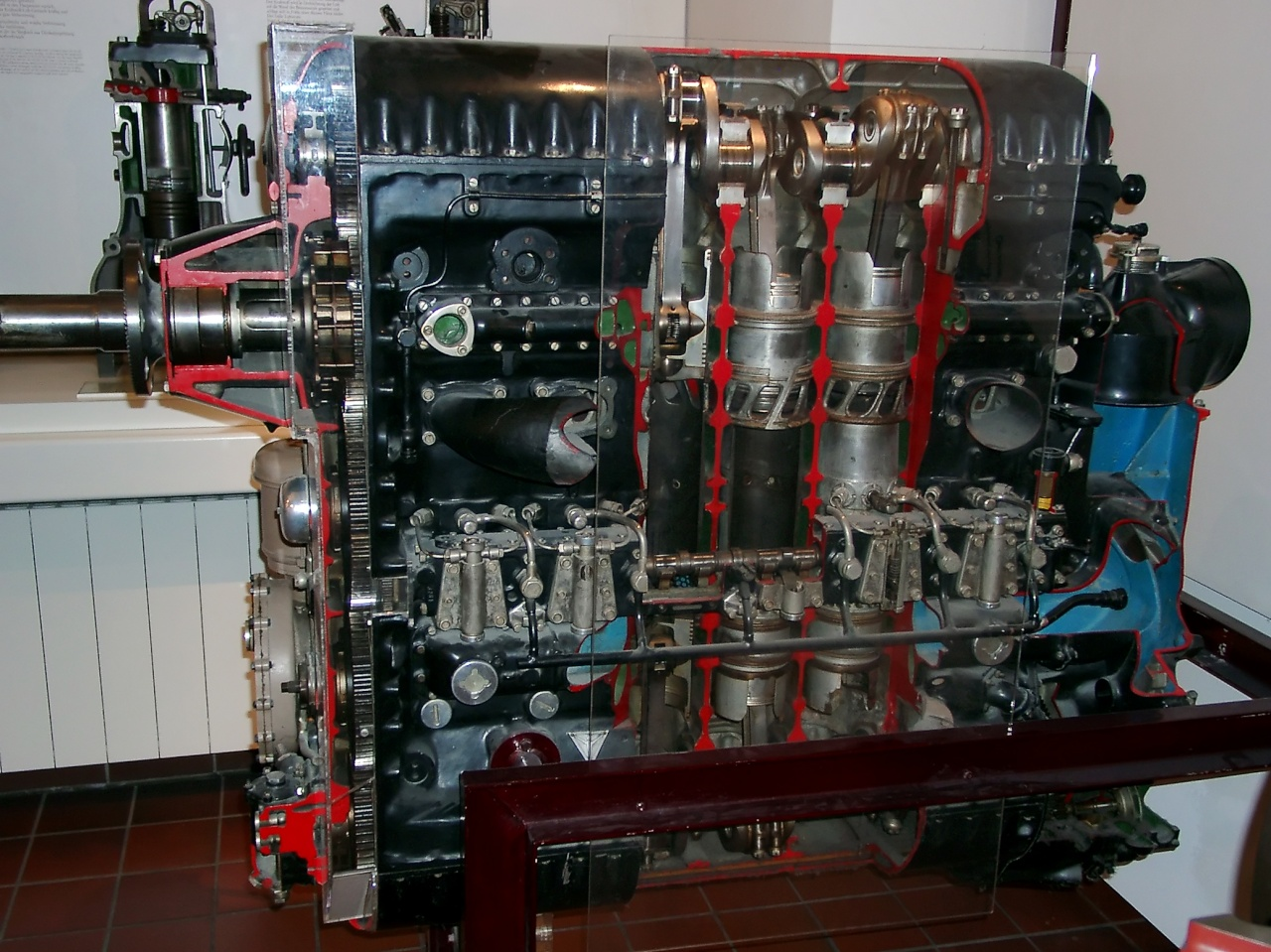
Junkers Jumo 205, Schnittmodell

Der Junkers Jumo 205 ist ein von der Junkers Motorenbau GmbH (ab 1936: Junkers Flugzeug- und Motorenwerke) entwickelter und gebauter 6-Zylinder-Zweitakt-Diesel-Gegenkolbenmotor. Von den verschiedenen Ausführungen wurden etwa 900 Stück gebaut.

## Entwicklung
Als sich abzeichnete, dass der Jumo 204 den steigenden Anforderungen nicht mehr entsprechen würde, plante man bei Junkers, auch auf besonderen Wunsch der Luft Hansa hin, ab 1931 ein Nachfolgemodell. Es sollte bei verringerten Abmessungen die gleiche Leistung abgeben. Die dafür bis Ende 1931 aufgewandten Kosten von 270.000 ℛℳ wurden durch einen nachträglich vom Reichsverkehrsministerium erteilten Entwicklungsauftrag beglichen, was dem Kaufpreis von zwei Motoren entsprach. Anfangs wurde der neue Motor noch als Jumo 5 bezeichnet. Der erste Probelauf fand bereits am 1. Dezember 1932 statt, im Frühjahr 1933 erfolgte die Musterzulassung. Die erste nachfolgende Erprobung des Triebwerks fand in einer Focke-Wulf A 17 der Lufthansa statt.
Um den ab 1934 als Jumo 205 bezeichneten Motor betriebssicher zu machen, mussten im Vorfeld viele Probleme gelöst werden. Beispielsweise brannten anfänglich die Kolben durch und auch Kolbenfresser waren häufig. Um dies zu vermeiden, wurden die Kolben aus unterschiedlichen Metallen hergestellt, zudem wurden den Kolbenböden Wärmeschutzhauben aufgeschraubt. Außerdem erhielt jeder Kolben an der obersten Stelle einen ungeteilten Kolbenring (den sogenannten Feuerring), um die Wärmeableitung und die Gasdichtheit zu sichern.
Der Motor hatte bei der Deutschen Lufthansa einen guten Ruf; er war stark, zuverlässig und verbrauchte wenig Kraftstoff. Beim Einsatz in Kampfflugzeugen zeigte er jedoch unbefriedigende Eigenschaften, so reagierte er bei Drehzahländerungen träge und auch der Formationsflug mit seinen vielen Regelvorgängen verursachte viele Motorprobleme. Sein bevorzugter Verwendungszweck war der Langstreckenflug in Aufklärern und bei Patrouillenflügen über See. Im Reiseflug lag der spezifische Verbrauch bei 218 bis 231 g/kWh, bei Rekordflügen wurden bis 211 g/kWh erreicht. Der Jumo 205 wurde in der frühen Version des Bombers Junkers Ju 86 sowie in den Flugbooten Dornier Do 18 und Blohm & Voss Ha 139 verwendet.
Später wurde er, mit Abgasturbolader und Ladeluftkühler ausgerüsteten, zum Jumo-207B-Höhenmotor weiterentwickelt. Dieser Motor wurde im Höhenaufklärer Ju 86 P/R verwendet.
Ab 1950 wurden in der DDR Jumo-205-Motoren, die im Krieg im Reichsbahnausbesserungswerk Rostock eingelagert worden waren, mangels Alternativen als Antriebe für Küstenschutzboote verwendet. Sie bewährten sich allerdings nicht und wurden in den 1960er Jahren ausgemustert.

## Technische Daten
| Kenngröße                 | Junkers Jumo 205A                              | Junkers Jumo 205D                              |
| ------------------------- | ---------------------------------------------- | ---------------------------------------------- |
| Baujahr                   | 1933                                           | 1940                                           |
| Bauart                    | Sechszylinder-Zweitakt-Diesel-Gegenkolbenmotor | Sechszylinder-Zweitakt-Diesel-Gegenkolbenmotor |
| Hubraum                   | 16,62 l                                        | 16,62 l                                        |
| Bohrung × Hub             | (2 × 105) × 160 mm                             | (2 × 105) × 160 mm                             |
| Verdichtung               | 17,0:1                                         | 18,0:1                                         |
| Motoraufladung            | Spülgebläse                                    | Spülgebläse                                    |
| Länge                     | 1943 mm                                        | 2263 mm                                        |
| Breite                    | 600 mm                                         | 645 mm                                         |
| Höhe                      | 1325 mm                                        | 1271 mm                                        |
| Trockenmasse              | 520 kg                                         | 595 kg                                         |
| Startleistung             | 600 PS (441 kW) bei 2200/min                   | 880 PS (647 kW) bei 2800/min                   |
| Steig- und Kampfleistung  | 540 PS (397 kW) bei 2200/min                   | 750 PS (552 kW) bei 2500/min                   |
| spez. Kraftstoffverbrauch | 160 g/PSh (218 g/kWh)                          | 160 g/PSh (218 g/kWh)                          |
| spez. Masse               | 0,87 kg/PS (1,18 kg/kW)                        | 0,68 kg/PS (0,93 kg/kW)                        |
| Hubraumleistung           | 36,1 PS/l (26,5 kW/l)                          | 53,0 PS/l (39,0 kW/l)                          |
| Untersetzung              | 0,61                                           | 0,63                                           |

## Triebwerkstypen
- Jumo 5A, B, C

erste Serienausführung, 405 kW (530 PS) bei einer Drehzahl von 2.100/min, A, B, C unterschiedliche Untersetzungen der Propellerwelle
- Jumo 205A, B, C

Variante, 440 kW (600 PS) bei einer Drehzahl von 2.200/min, Glykol-Heißkühlung, Schwingungsdämpfer an der Kurbelwelle, 1934 Umbenennung in Jumo 205
- Jumo 205D

Luftwaffenversion, 650 kW (880 PS) bei einer Drehzahl von 2.800/min, verbessertes Spülgebläse
- Jumo 205E, G

Version für die Deutsche Lufthansa, 515 kW (700 PS) bei einer Drehzahl von 2.500/min, Lebensdauer 1.000 Stunden
- Jumo 205M

Spezielle Ausführung des Jumo 205C-4 für den Einsatz in zwei Schnellbooten der Kriegsmarine, sechs Stück gebaut